# Stefano Comini

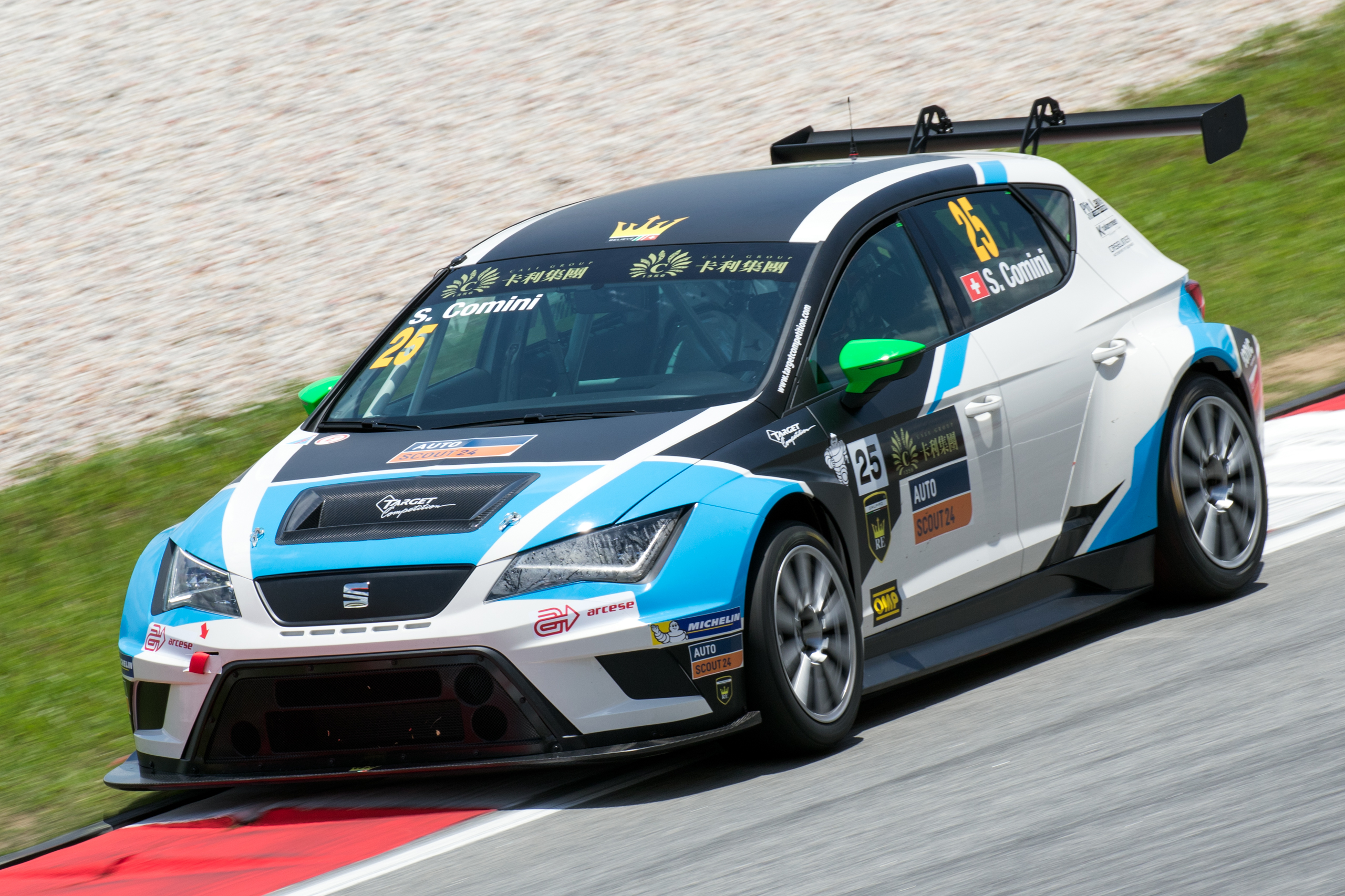
Stefano Comini in de TCR International Series op het Sepang International Circuit in 2015.

Stefano Comini (Lugano, 3 februari 1990) is een Zwitsers autocoureur.

## Carrière
Comini maakte zijn autosportdebuut in het karting in 2002, waarbij hij vooral in Zwitserse en Italiaanse kampioenschappen reed. Hij won titels in het Zwitserse kampioenschap in 2004 en in de Bridgestone Cup Switzerland in 2005.
In 2006 stapte Comini over naar het formuleracing, waarbij hij voor Fadini Corse in de Formule Monza 1.2 ging rijden. Hij won een van de zeven races waar hij aan deelnam en eindigde als tiende in het kampioenschap. In 2007 reed hij in de 1.6-categorie van het kampioenschap voor MG Motorsport. Hij eindigde dat jaar als derde met vier overwinningen. Tevens reed hij dat jaar in vier races van de Zwitserse Formule Renault 2.0 en in twee races van de Italiaanse Formule Renault Winter Series.
In 2008 stapte Comini fulltime over naar de Italiaanse Formule Renault, waarin hij tijdens het seizoen uitkwam voor zowel Team Dueppi als CO2 Motorsport. Hij werd dat seizoen zeventiende in de eindstand. Ook nam hij opnieuw deel aan vier races van de Zwitserse Formule Renault, waarbij hij de eerste race op het Autodromo Nazionale Monza wist te winnen.
In 2009 had Comini een dubbel programma in zowel de Italiaanse als de Zwitserse Formule Renault. Hij won geen races, maar stond in beide kampioenschappen wel drie keer op het podium om zesde te worden in het Italiaanse kampioenschap en zevende in het Zwitserse kampioenschap. Aan het eind van het jaar maakte hij zijn sportscardebuut in de VLN Endurance.
In 2010 stapte Comini over naar de toerwagens, waarbij hij deelnam aan de Eurocup Mégane Trophy voor het Oregon Team. Hij won drie races op het Automotodrom Brno, op de Hockenheimring en op Silverstone en werd achter Nick Catsburg en Pierre Thiriet derde in de eindstand met 107 punten. Aan het eind van dat jaar reed hij zijn laatste races in het formuleracing in de Formule Abarth op Monza voor MG Motorsport.
In 2011 bleef Comini in de Eurocup Mégane Trophy rijden voor Oregon. Hij domineerde het seizoen, waarin hij slechts drie van de veertien races niet won, en werd kampioen met 305 punten.
In 2012 stapte Comini over naar de Italiaanse Renault Clio Cup, waar hij uitkwam voor Composit Motorsport. Hij won vijf races en werd mt 133 punten kampioen bij zijn eerste seizoen in het kampioenschap. Hiernaast keerde hij voor vier races terug in de Eurocup Mégane Trophy en werd twee keer tweede. Ook reed hij diverse races in de Italiaanse Porsche Carrera Cup en de Porsche Supercup.
In 2013 reed Comini in de Renault Clio Cup Bohemia. Ondanks dat hij vier races won op de Hockenheimring, de Nürburgring en het Automotodrom Brno, werd hij slechts vijfde in de eindstand met 192 punten.
In 2014 stapte Comini over naar de hernieuwde Seat Leon Eurocup, uitkomend voor Target Competition. Hij won drie races op de Nürburgring, Silverstone en het Circuit de Barcelona-Catalunya, maar door drie uitvalbeurten op een rij in het midden van het seizoen eindigde hij slechts als vierde in de eindstand met 56 punten.
In 2015 maakte Comini de overstap naar de nieuwe TCR International Series, waarin hij bleef rijden voor Target Competition. Met overwinningen op het Sepang International Circuit, het Circuit Ricardo Tormo Valencia, het Sochi Autodrom, de Red Bull Ring, het Chang International Circuit en het Circuito da Guia werd hij de eerste winnaar van het kampioenschap met 342 punten.